# Clerkerotsen
De Clerkerotsen (Engels: Clerke Rocks) vormen een kleine rotsachtige archipel van 15 eilandjes in de eilandengroep van Zuid-Georgië en de Zuidelijke Sandwicheilanden.
De archipel ligt ongeveer 74 kilometer ten zuidoosten van het hoofdeiland Zuid-Georgië en strekt zich 8 kilometer uit van west naar oost. Er leven voornamelijk aalscholvers. Het hoogste punt is 240 meter boven de zeespiegel.
De Clerkerotsen werden in 1775 ontdekt door kapitein James Cook en genoemd naar Charles Clerke, een officier van de Britse Royal Navy.
Zuid-Georgia:

Zuid-Georgia · Annenkoveiland · Bird Island · Cooper Island · Graseiland · Pickersgilleilanden · Welkomeilanden · Williseilanden · Zwarte Rotsen · Aalscholversrotsen · Clerkerotsen

Zuidelijke Sandwicheilanden:

Traversay- en Lichtmiseilanden: Zavodovski-eiland · Leskoveiland · Visokoi-eiland · Lichtmiseiland · Vindicatie-eiland

Zuidelijke Thule-eilanden: Bellingshauseneiland · Cookeiland · Thule-eiland

Overige eilanden: Bristoleiland · Montagu-eiland · Saunderseiland